# Schlacht bei Andernach (876)

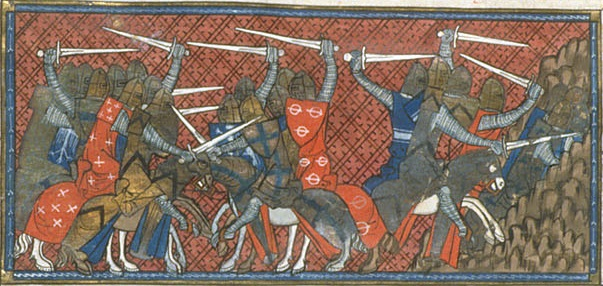
Darstellung der Schlacht bei Andernach in einer französischen Chronik aus dem 14. Jahrhundert (Chroniques de France ou de St Denis, ca. 1332–1350)

Die Erste Schlacht bei Andernach zwischen dem westfränkischen König Karl II. dem Kahlen und dem ostfränkischen König Ludwig III. dem Jüngeren fand am 8. Oktober 876 südöstlich von Andernach am Rhein nahe Kettig statt und endete mit einer vernichtenden Niederlage Karls des Kahlen.

## Vorgeschichte
Ludwig III. war ein Sohn des ostfränkischen Königs Ludwig II. der Deutsche. Bei dessen Reichsteilung unter seinen Söhnen im Jahre 865 erhielt er das größte Teilreich zugesprochen. Es bestand aus der ostfränkischen Francia (Franken), Sachsen und Thüringen. Durch den Vertrag von Mersen 870 kam noch das östliche Lotharingien hinzu. König Karl II. der Kahle, König des westfränkischen Reiches, versuchte zuvor das gesamte Lotharingien einzunehmen und ließ sich erst unter militärischem Druck widerwillig auf den Vertrag ein. Nach dem Tod Ludwig des Deutschen 876 versuchte er zuerst erneut, auf dem Verhandlungsweg sein Ziel zu erreichen, das Westfrankenreich nach Osten bis zum Rhein hin auszudehnen. Dazu traf sich Karl der Kahle mit dem König des Ostreiches, seinem Neffen Ludwig III., in Sinzig am Rhein. Er scheiterte aber an Ludwigs Ablehnung.

## Schlacht
Karl II. verlangte nun von Ludwig III. die Herausgabe der linksrheinischen Gebiete und begann mit deren militärischen Eroberung. Es kam zur Schlacht bei Andernach, die später als die Erste Schlacht bei Andernach in die Geschichte einging. Am 8. Oktober 876 schlug Ludwig III. den westfränkischen König Karl II. den Kahlen, seinen Onkel, vernichtend auf der Ebene bei Andernach nahe Kettig und beendete damit alle Expansionsversuche Karls II. nach Lothringen und an den Rhein. Damit war auch die Zugehörigkeit Andernachs und des Rheinlandes zum Ostreich sichergestellt, aus dem sich später das Heilige Römische Reich entwickelte. Die Grenze verlief bis ins Spätmittelalter kaum verändert. 877 starb Karl der Kahle auf der Flucht nach Italien in Avrieux, Savoyen, fast auf den Tag genau ein Jahr nach der Schlacht. 880 kam es mit den Enkeln Karls des Kahlen, Ludwig III. von Frankreich und Karlmann zum Vertrag von Ribemont, durch den Ludwig III. der Jüngere auch die Herrschaft über das westliche Lotharingien erhielt. Rhein-, Maas- und Scheldemündung gehörten nun zum Ostreich, Metz, Sedan, Straßburg, Toul, Verdun sowie Cambrai und Antwerpen, heute Städte in Frankreich bzw. Belgien, wurden ostfränkisch.